# 約翰·烏達卡
約翰·澤胡迪·烏達卡（英語：John Chukwudi Utaka，1982年1月8日—），簡稱約翰·烏達卡（英語：John Utaka），是一名尼日利亞已退休足球運動員，司職前鋒，現在是法甲球會蒙彼利埃的青年教练。他的弟弟是甲府風林球員彼得·烏達卡。
在烏達卡的职业生涯中，他主要被用作一名速度快的边锋。

## 生平
烏達卡曾效力埃及球會阿拉伯建築和伊斯梅利，烏達卡在效力伊斯梅利期間，他成為當地球迷的寵兒。他們會在賽事進行期間高呼「啊 啊 啊 烏達卡，啊 啊 啊 烏達卡」（Oh Oh Oh Utaka, Oh Oh Oh Utaka）。其後又在卡塔爾球會艾沙特度過一個球季後轉投法國球會朗斯和雷恩。烏達卡在效力雷恩初期已經希望發揮其作用。最終，他取代因傷缺陣的前鋒阿歷山大·費爾的位置。2006年2月，他連續在對朗斯和里昂的賽事大演帽子戲法，使他獲得《隊報》該月最佳球員的殊榮。他現正效力英格蘭球會樸茨茅夫，並主要擔任翼鋒，以其速度來協助球隊進攻。
2007年7月，烏達卡以700萬英鎊身價加盟樸茨茅夫並簽訂四年合約。2007年8月11日，他在對「升班馬」打比郡的賽事攻入其處子入球。有些消息來源指他成為球會的最佳收購。2008年5月17日，他在足總盃決賽對卡迪夫城的賽事中交出一次助攻予恩萬科沃·簡奴，後者不負所託取得入球，最終以1-0的比分擊敗對手奪冠。
2008/09球季，他表現雖然很差，但在2009年6月27日，他確認自己最起碼也會再待一個球季。2010年1月16日，他被指會轉投些路迪。他的薪金則成為話題，報導指他的工資是每週8萬英鎊，反映出樸茨茅夫財務管理不善。烏達卡猛烈抨擊這報導，並聲稱他的薪金是這個數目的三分之一。
2011年1月29日他以沒有透露的身價轉投法甲球會蒙彼利埃。

## 國際賽
烏達卡是尼日利亞國腳，並曾出戰2002年世界盃。2006年非洲國家盃期間，他在尼日利亞的6場賽事中正選上陣了4場，最終協助球隊奪得季軍。

### 榮譽
樸茨茅夫
- 足總盃：2008

蒙彼利埃
- 法甲：2011/12

## 外部連結
- （英文）足球数据库：John Utaka的球员统计数据
- （英文）John Utaka's profile, stats & pics （页面存档备份，存于）
- （英文）Player profile and pictures （页面存档备份，存于）
- （英文）Player profile and career （页面存档备份，存于）